# Caló de Can Mercadal
El caló de Can Mercadal o d'en Mercadal, dit també caló Fort, caló de ses Punxes o caló de sa Partió és una petita cala del municipi de Llucmajor, a la badia de Palma, entre el cap Enderrocat i cala Mosques. Antigament feia partió entre les possessions de Son Verí al nord i de Son Granada al sud. Actualment separa les urbanitzacions residencials de Cala Blava al nord i Bellavista al sud. És freqüentat habitualment pels residents d'aquestes urbanitzacions. És la desembocadura d'un torrent prou remarcable que té la darrera part del seu recorregut dins la urbanització de Bellavista. La platja és principalment d'arena, però també hi ha pedres i, de vegades, restes de Posidonia oceanica.